# 멕 휘트너
멕 휘트너(Meg Wittner, 1950년 9월 19일 ~ )는 미국의 배우이다. 시카고에서 태어났다.

## 출연 작품
- 베일리 킵퍼스 P.O.V. (1996년)
- 복수 선언 (1993년)
- 귀여운 빌리 (1993년)
- 사랑과 배신 (1992년)
- 죽어야 사는 여자 (1992년)
- 알래스카의 이방인 (1988년)

### 텔레비전
- 베벌리힐스 아이들 (1992)
- Living Single (1995-96)
- 제7의 천국 (1997-02)